# بخش سیراها
بخش سیراها (به لاتین: Siraha District) یک بخش در نپال است که در استان شماره ۲ واقع شده‌است. بخش سیراها ۱٬۱۸۸ کیلومتر مربع مساحت و ۶۳۷٬۳۲۸ نفر جمعیت دارد.